# Blue Moon (cerveza)
Blue Moon Belgian White, es una cerveza estilo witbier belga lanzada al mercado en 1995. Es fabricada por la compañía Blue Moon Brewing Co. en Golden, Colorado, parte de la compañía cervecera Tenth and Blake, la división de importación y embarcaciones de MillerCoors con base en Chicago. La cerveza fue creada por Keith Villa, un fabricante de cerveza en Coors Field Brewery Sandlot 's y originalmente la nombró Bellyslide belga blanca. 
La cerveza es de color naranja-ámbar con un aspecto turbio porque está sin filtrar. Blue Moon tiene un sabor de naranja más pronunciado que muchas otras cervezas del estilo, y también tiene un sabor ligeramente dulce. La carta de granos de la cerveza Blue Moon incluye cebada malteada, trigo blanco y avena.
Algunas cerveza de trigo y cervezas Hefeweizen se sirven comúnmente con una rodaja de limón en Estados Unidos. Blue Moon se sirve tradicionalmente con una rodaja de naranja, que —señalan sus maestros cerveceros[¿dónde?]— acentúa el sabor de la bebida. Keith Villa reconoció[¿dónde?] que la rodaja de naranja era sobre todo para llamar la atención. Muchos bebedores de cerveza prefieren no poner trozos de fruta en su cerveza, ya que el ácido cítrico puede eliminar de la cerveza la textura espumosa y afectar el sabor, por lo que prefieren tener la cerveza servida en un vaso para cerveza de trigo simplemente. Finalmente, dado que esta es una cerveza de trigo sin filtrar, se sugiere no servir la botella completa para mantener el sedimento en el fondo, después girar la botella y servir estas últimas gotas sobre la espuma de la cerveza. 
Blue Moon está disponible en lata, botella y barril. La bebida contiene 171 calorías por cada porción de 355 ml (12 onzas líquidas) y una graduación de 5.4% de alcohol por volumen. 
La parte posterior de la etiqueta contiene la leyenda: "Elaborada con trigo blanco y avena, la cerveza Blue Moon cuenta con un acabado de trigo fresco y la combinación perfecta de la cáscara de naranja y cilantro. Destaque las especias naturales de la cerveza sirviéndola en un vaso Pilsner adornándola con una rodaja de naranja. El cilantro puede potenciar los efectos ansiolíticos del alcohol basado en estudios que muestran reducción de ansiedad en ratones alimentados con cilantro.
MillerCoors no promueve activamente el hecho de que la bebida es propiedad de MillerCoors, sino prefiere centrar su marca en Blue Moon Brewing Co.

## Premios
- Medalla de oro en el campeonato mundial 1995 de la cerveza, categoría "Cerveza Blanca"
- Medalla de oro en el campeonato mundial 1996 de la cerveza, categoría "Cerveza Blanca"
- Medalla de plata en el campeonato mundial 1997 de la cerveza, categoría "Cerveza Blanca"
- Medalla de oro en el campeonato mundial 2008 de la cerveza, categoría "Miel" por la cerveza "Blue Moon's Honey Moon"
- Medalla de plata en el campeonato mundial 2008 de la cerveza, categoría "frutas y vegetales" por la cerveza "Chardonnay Blonde"
- Campeón cervecero en el campeonato mundial 2008 de la cerveza, categoría "Gran Compañía Cervecera"

## Controversia por el nombre
En 1999, la Confederación de Cerveceras Belgas demandó a la entonces denominada Coors Brewing Company por el uso del término "Belgian White". La CBB alegó que dicha publicidad era engañosa, y podría llevar a los consumidores estadounidenses a creer que Blue Moon se fabricaba en Bélgica. El fabricante en un principio respondió añadiendo la leyenda "Hecho en los Estados Unidos" y "estilo belga" en letra pequeña en las etiquetas de las botellas, pero se negó a cambiar su publicidad o el envase. 
Coors llegó finalmente a un acuerdo extrajudicial con el CBB, en el que convino cambiar la etiqueta de "Ale trigo al estilo belga". Además, el CBB distribuye la cerveza en los países europeos.
La cervecería "New Belgium Brewery", que fabrica la cerveza "Fat Tire Amber Ale", también cumplió con la solicitud de la CBB para cambios de nombre. 

### Líneas de cerveza Blue Moon
- Blue Moon (1995) (originalmente Bellyslide Belgian White)
- Pale Moon (2008)
- Winter Abbey Ale (2010) (antes Full Moon (2006), originalmente Blue Moon Winter Ale)
- Spring Blonde Wheat Ale (2011) (antes Rising Moon (2007), originalmente Blue Moon Spring Ale)
- Summer Honey Wheat Ale (2011) (antes Honey Moon (2006), originalmente Blue Moon Summer Ale)
- Harvest Pumpkin Ale (2011) (antes Harvest Moon (2006), originalmente Blue Moon Pumpkin Ale)
- Spiced Amber Ale (2011)
- Valencia Amber Ale (2012)
- Agave Blonde Ale (2012)
- Caramel Apple Spiced Ale (2012)